# شلوقة (إشبيلية)
شَلُوقَة أو (نقحرة: سانلوكار لا مايور) هي بلدية في مقاطعة إشبيلية في جنوب إسبانيا.